# NGC 4656
NGC 4656 (również PGC 42863 lub UGC 7907) – magellaniczna galaktyka spiralna z poprzeczką (SBm), znajdująca się w gwiazdozbiorze Psów Gończych. Odkrył ją William Herschel 20 marca 1787 roku.

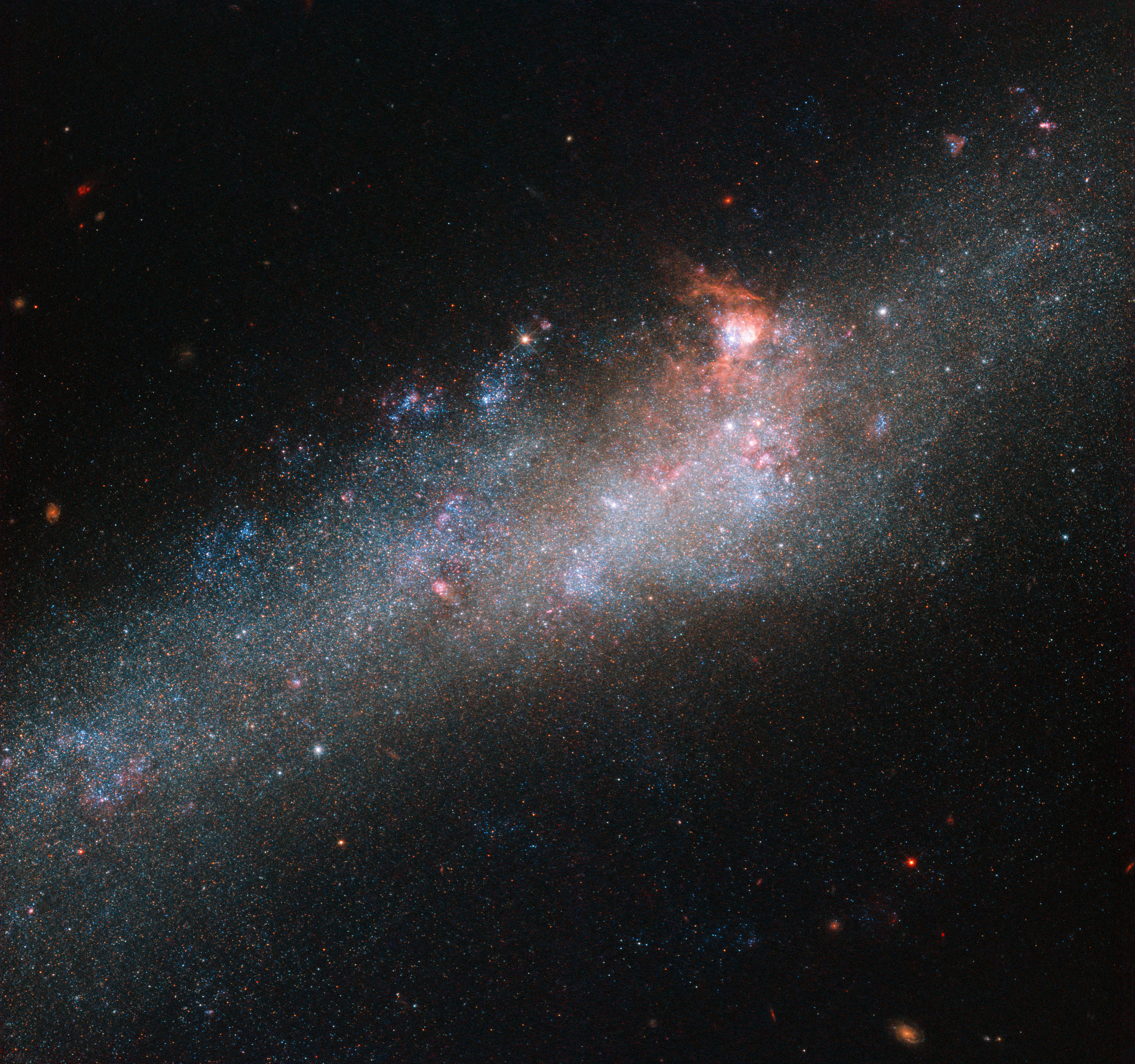
Zbliżenie centrum galaktyki (HST)

Galaktyka ta przypomina swym kształtem kij hokejowy. Jej jasna, zakrzywiona północno-wschodnia część została skatalogowana w New General Catalogue jako NGC 4657, gdyż dawniej sądzono, że to osobny obiekt. To zniekształcenie galaktyki NGC 4656 jest spowodowane najprawdopodobniej oddziaływaniem grawitacyjnym z sąsiednią galaktyką NGC 4631. Innym produktem ubocznym tego zderzenia jest prawdopodobnie pływowa galaktyka karłowata (tidal dwarf galaxy) NGC 4656UV znajdująca się w pobliżu zakrzywionego końca galaktyki NGC 4656 i dobrze widoczna w ultrafiolecie.